# Filippo Juvarra
Filippo Juvarra, italijanski arhitekt in scenograf, ki je deloval v poznem baročnem slogu, * 7. marec 1678, Messina, † 31. januar 1736, Madrid.

## Življenje
Rodil se je v Messini na Siciliji, v družini zlatarjev in graverjev. Po preživetih letih odraščanja s svojo družino na Siciliji, kjer je zasnoval praznične predstave messinskega kronanja Filipa V. Španskega in Sicilskega (1705), se je leta 1704 Juvarra preselil v Rim. Tam je študiral arhitekturo s Carlom in Francescom Fontana.
V prvi fazi samostojne kariere se je ukvarjal z modeli za slovesnosti in praznovanja, še posebej s scenografijo za gledališče. Juvarrov nabor modelov so bile scena per angolo, dobesedno »prizori pod kotom«. Natančen izvor tega sloga je nejasen. Ferdinando Galli Bibiena trdi, da so ga izumili v svoji razpravi Architettura Civile (1711). Vendar pa je bil slog očitno v uporabi že pred tem, tudi v Juvarrovih delih. Ta slog se je razlikoval od kulis iz enotočkovne perspektive, ki je bil razvit v šestnajstem stoletju in dosegel svoj višek v sedemnajstem stoletju; primer delo Giacoma Torellija. Nekaj zgodnjih Juvarrovih risb iz 1706, je povezanih s Teatro S. Bartolomeo v Neaplju, čeprav ni znano ali je dejansko zaključil načrte za gledališče. Večina njegovega dela za gledališče in scenografijo je bila v Rimu pod pokroviteljstvom kardinala Ottobonija. Sodeloval je pri obnovi zasebnega kardinalovega gledališča v Palazzo della Cancelleria in ga zasnoval tudi za izvajanje opere. Prva opera, za katero je Juvarra zasnoval vse sklope je bila Costantino Pio. Libreto je napisal kardinal Ottoboni, glasbo pa Carlo Francesco Pollarolli (c.1653-1723). Opera je bil premierno predstavljena leta 1709 in je bila med prvimi operami, ki se je pojavila po odpravi papeževe prepovedi posvetnega gledališča; odprla je tudi Ottobonijevo prenovljeno zasebno gledališče. Delal je tudi na scenografije za predstave, ki jih je Ottoboni sponzoriral v Teatro Capranica. Njegov drugi glavni pokrovitelj v Rimu je bila kraljica Marija Kazimira, kraljica vdova Poljske, za katero je Juvarra izdelal scenografije za opere, izvajane v njenem majhnem domačem gledališču v Palazzo Zuccari. Leta 1713 ga je gledališki projekt pripeljal v Genovo.
Leta 1706 je Juvarra zmagal na natečaju za novo zakristijo pri Sv. Petru v organizaciji papeža Klemena XI. in postal član prestižne Accademia di San Luca. Leta 1708 je ustvaril svojo prvo pomembno negledališko arhitekturno delo in edino realizirano v Rimu: majhna, vendar odlično izvedena Antamoro kapela v cerkvi San Girolamo della Carità, ki jo je zasnoval v tesnem sodelovanju s svojim prijateljem, francoskim kiparjem  Pierrom Le Grosom, ki je bil odgovoren za izvedbo kiparskih komponent. 
Juvarra je bil tudi graver: njegova knjiga skulptur grbov se je pojavila leta 1711, Raccolta di varie ratghe fatte da professori primarii di Roma .
Po delovanju v Rimu, je Juvarra nekaj časa preživel v rojstni Messini, kjer je razvil ambiciozne načrte (nikoli končane) za gradnjo vzdolž pristanišča velike ukrivljene palačne fasade za rezidence in podjetja. Ukvarjal se je z nekaterimi projekti v Lombardiji, vključno monumentalnim oltarjem za samostansko cerkev v kraju Caravaggio (nikoli zgrajena in nadomeščena z manjšim delom arhitekta Carla Giuseppe Merloja) in oltarjem za stolnico v Bergamu. Prav tako je zasnoval dekorativni zvonik (zdaj nagnjen) za stolnico v  Bellunu

## Cerkve v Torinu
Juvarrovo obdobje najbolj intenzivne aktivnosti kot arhitekta, se je začelo leta 1714, ko je bil poklican v Piemont, kjer ga je Victor Amadej II. Savojski najprej zaposlil v scenografskem projektu, nato pa povišal na položaj glavnega dvornega arhitekta. Slava, pridobljena v Piemontu ga je vodila na nekatere najbogatejše plemiške in evropske kraljeve dvore: leta 1719 je bil na Portugalskem, načrtoval je palačo v Mafri za kralja Janeza V (1719-20), po tem je potoval v London in Pariz.
Ena od Juvarrovih mojstrovin je bazilika Superga, ki je bila zgrajena leta 1731 in se dviga na vrhu hriba s pogledom na mesto Torino. To je bil del slikovitih spomenikov in del kraljevskih mavzolejev za družino Savojcev. Gradnja je bila naporna in mu vzela štirinajst let, od tega dve leti ravnanja vrha hriba in neverjetne cene in prizadevanj, da bi spravili kamenje in material na hrib . Za cerkvijo je bil samostan. Klasični portik je priložen cerkvi z navpično, petinsedemdeset metrov visoko baročno kupolo; slednja ustvarja učinek vrha hriba.
Juvarra je oblikoval tudi fasade cerkev Santa Cristina (1715-1718), San Filippo Neri, [4] Santa Croce, [5] bazilike della Natività in kapele San Giuseppe (1725) v cerkev Santa Teresa [6] v Torinu. V Torinu je zgradil tudi cerkev Blažene Device Carmine (1732-1736), kjer je prostor skoncentriran okoli osrednje dvorane s scenografijo učinka svetlobe, ki pada od zgoraj. Prav tako je pomagal okrasiti notranjost številnih cerkva v Torinu. [7]
Zgradil je tudi druge cerkve, vključno bizarno, Borrominesque cerkev San Gregorio v Messini na Siciliji. [8] V Mantovi je dodal visoko podprto kupolo v Albertijevo cerkev Sant'Andrea.

## Palače v severni Italiji
Grad Stupinigi (1729-1731) je bil zgrajen kot kraljevi lovski dvorec nekaj kilometrov izven Torina, ogromna struktura in zelo okrašena notranjost je ta palača služila za poletni umik. Masivni ovalni osrednji paviljon z bronastim jelenom na vrhu, z velikimi obokanimi okni in podaljški v poševna krila, je mešanica klasicizma in kapric, ki opisujejo ornamentirano radost italijanskega rokokoja. Juvarra je izpolnil potrebe svojega mecena po klasični veličini, vendar z baročno slo po okrasitvi, za gradnjo stavb, kot če bi bile narejene s kodrastimi trakovi. Notranjost, zelo okrašena s štukaturami in pozlačenimi podrobnostmi, še naprej izpolnjuje pričakovanja. Juvarra je dobil tudi naročilo za postavitev in obnovo ogromnega kompleksa palače Venaria Reale, tudi Reggia di Venaria Reale in njene cerkve sv. Huberta. Slednja je nedokončana, z eklektičnimi vplivi, z osmerokotno streho, v notranjosti poslikano s trompe l'oeil, ki daje vtis kupole, vključno z laterno.
Ena njegovih mojstrovin v gradnji palač je fasada (1718-1721) Palazzo Madama v središču Torina. Opozarja na formalnost Palladijeve Palazzo Chiericati, vendar z okrepljenimi podrobnostmi in okni. Medtem ko se zdi fasada piano nobile zračna, je v resnici le slikovito, skorajda teatralno zatočišče veličastnega vhodnega stopnišča. Toda to delo je bilo tudi del ambicioznega programa za prenovo prenapolnjenega, srednjeveško zasnovanega središča Torina v bolj odprt in načrtovan niz povezanih trgov. Prav tako je oblikoval Kraljeva vrata v svetišču Oropa, v bližini Biella. 
| Palača Madama v Torinu | Palača Madama v Torinu | Palača Madama v Torinu |
| ---------------------- | ---------------------- | ---------------------- |
|                        |                        |                        |
| Sprednja fasada        | Pogled od strani       | Notranje stopnišče     |

Juvarra je zgradil tudi tretjo širitev Torina proti zahodu po pravokotnem sistemu, ki sta ga uvedla Ascanio Vitozzi in Carlo di Castellamonte: projekt je vključeval gradnjo Palazzo Martini di Cigala (1716) in Quartieri Militari (1716-1728). Pomagal je oblikovati Pritožbeno sodišče v Torinu, delo je dokončal njegov naslednik, Benedetto Alfieri. Prav tako je pomagal oblikovati palačo v Milanu. Ustvaril je projekt (nikoli dokončan) za posodobitev gradu Rivoli. Neapeljčan Corrado Giaquinto je bil med umetniki, ki je Juvarro povabil, da pomaga okrasiti palače, kot je Villa della Regina v Torinu.

## Palače v Madrid[u
Na božični večer leta 1734 je starodavno kraljevi Alcazar v Madridu uničil požar. To je spodbudilo bourbonskega kralja Španije, Filipa V., da je zahteva Juvarro za nadzor nad gradnjo nove palače. Do aprila 1735 se je arhitekt preselil v Madrid in začel načrtovati gradnjo. Po načrtih, ki obstajajo, bi nastala še večja struktura, kot je današnja, z bogatimi vrtovi. Linearna fasada ima formalno togost nekaterih drugih njegovih del. Poleg tega je izvajal načrte za fasado poletne palače La Granja de San Ildefonso in za nekatere dele Palacio Real de Aranjuez. Vendar Juvarra januarja  1736 nenadoma umrl manj kot devet mesecev po prihodu v Španijo. Medtem ko je sam naredil lesene modele svojih načrtov za kraljeve palače, so njegove projekte realizirali po njegovi smrti njegovi učenci, vključno Giovanni Battista Sacchetti.

## Vplivi
Nekateri pisci ugotavljajo, da je Juvarrov hitri vzpon v Rimu, pripisati njegovemu slogu po inštrukcijah Carla Fontane , vendar je bil Juvarra eklektičen v produkciji in zdi se, da so nanj vplivali številni drugi, vključno bolj pustolovska arhitekta Pietro da Cortona in Francesco Borromini. Prav tako so verjetno nanj vplivala dela Guarino Guarinija. Baročna arhitekta na katera je Juvarra močno vplival sta Bernardo Vittone in Benedetto Alfieri. Juvarra in Johann Fischer von Erlach sta vplivala drug drugega skozi medij gravure. Juvarrovo delo, skupaj z baročno umetnostjo in arhitekturo je padla v nemilost z vzponom neoklasicizma. 
Leta 1994 je potekala glavna razstava njegovih modelov v Genovi in Madridu.

## Galerija
- Kupola cerkve Sant'Andrea v Mantovi
- Sveta Tereza v Torinu
- Slika načrta ureditve pristanišča v Messini
- Skica načrta ureditve v Messini